# Herrarnas lagsprint i bancykling vid olympiska sommarspelen 2000
Herrarnas lagsprint i bancykling vid olympiska sommarspelen 2000 ägde rum i den 17 september 2000 i Dunc Gray Velodrome.

## Medaljörer
| Event               | Guld                                                    | Silver                                               | Brons                                          |
| Herrarnas lagsprint | Frankrike Florian Rousseau Arnaud Tournant Laurent Gané | Storbritannien Chris Hoy Craig MacLean Jason Queally | Australien Gary Neiwand Sean Eadie Darryn Hill |

## Resultat

### Kvalificeringsrunda
| Placering | Land           | Cyklister                                                    | Tid      | Hastighet   | Kvalificerad |
| --------- | -------------- | ------------------------------------------------------------ | -------- | ----------- | ------------ |
| 1         | Frankrike      | Laurent Gane, Florian Rousseau, Arnaud Tournant              | 44.425 s | 60.777 km/h | q            |
| 2         | Storbritannien | Chris Hoy, Craig MacLean, Jason Queally                      | 44.659 s | 60.458 km/h | q            |
| 3         | Australien     | Sean Eadie, Darryn Hill, Gary Neiwand                        | 44.719 s | 60.377 km/h | q            |
| 4         | Grekland       | Lampros Vasilopoulos, Dimitrios Georgalis, Kleanthis Bargkas | 45.207 s | 59.725 km/h | q            |
| 5         | Japan          | Narihiro Inamura, Yuichiro Kamiyama, Tomohiro Nagatsuka      | 45.406 s | 59.464 km/h | q            |
| 6         | Lettland       | Viesturs Berzins, Ainars Kiksis, Ivo Lakus                   | 45.589 s | 59.225 km/h | q            |
| 7         | Slovakien      | Peter Balazak, Jan Lepka, Jaroslav Jerebek                   | 45.659 s | 59.134 km/h | q            |
| 8         | Tyskland       | Jens Fiedler, Soeren Lausberg, Stefan Nimke                  | 45.701 s | 59.080 km/h | q            |
| 9         | Spanien        | Jose Antonio Escuredo, Jose Villanueva, Salvador Melia       | 45.799 s | 58.953 km/h |              |
| 10        | Polen          | Konrad Czajkowski, Grzegorz Krejner, Marcin Mientki          | 46.186 s | 58.459 km/h |              |
| 11        | Tjeckien       | Pavel Buran, Martin Polak, Ivan Vrba                         | 46.276 s | 58.346 km/h |              |
| 12        | USA            | Christian Arrue, John Bairos, Jonas Carney                   | 46.337 s | 58.269 km/h |              |

### Första omgången
| Heat | Nummer | Land           | Cyklister                                                    | Tid      | Hastighet   | Kvalificerad | Placering |
| ---- | ------ | -------------- | ------------------------------------------------------------ | -------- | ----------- | ------------ | --------- |
| 1    | 1      | Grekland       | Lampros Vasilopoulos, Dimitrios Georgalis, Kleanthis Bargkas | 45.079 s | 59.895 km/h | Q            | 4         |
| 1    | 2      | Japan          | Narihiro Inamura, Yuichiro Kamiyama, Tomohiro Nagatsuka      | 45.264 s | 59.650 km/h |              |           |
| 2    | 1      | Australien     | Sean Eadie, Darryn Hill, Gary Neiwand                        | 44.745 s | 60.342 km/h | Q            | 3         |
| 2    | 2      | Lettland       | Viesturs Berzins, Ainars Kiksis, Ivo Lakus                   | 46.625 s | 58.033 km/h |              |           |
| 3    | 1      | Storbritannien | Chris Hoy, Craig MacLean, Jason Queally                      | 45.571 s | 60.651 km/h | Q            | 2         |
| 3    | 2      | Slovakien      | Peter Balazak, Jan Lepka, Jaroslav Jerebek                   | 45.523 s | 59.311 km/h |              |           |
| 4    | 1      | Frankrike      | Laurent Gane, Florian Rousseau, Arnaud Tournant              | 44.302 s | 60.945 km/h | Q            | 1         |
| 4    | 2      | Tyskland       | Jens Fiedler, Soeren Lausberg, Stefan Nimke                  | 45.537 s | 59.292 km/h |              |           |

### Medaljfinal
| Heat         | Nummer | Land           | Cyklister                                                    | Tid      | Hastighet   |
| ------------ | ------ | -------------- | ------------------------------------------------------------ | -------- | ----------- |
| Brons- match | 1      | Australien     | Sean Eadie, Darryn Hill, Gary Neiwand                        | 45.161 s | 59.786 km/h |
| Brons- match | 2      | Grekland       | Lampros Vasilopoulos, Dimitrios Georgalis, Kleanthis Bargkas | 45.332 s | 59.561 km/h |
| Final        | 1      | Frankrike      | Laurent Gane, Florian Rousseau, Arnaud Tournant              | 44.233 s | 61.040 km/h |
| Final        | 2      | Storbritannien | Chris Hoy, Craig MacLean, Jason Queally                      | 46.680 s | 60.430 km/h |

### Slutlig ställning
| Placering | Land           |
| 1         | Frankrike      |
| 2         | Storbritannien |
| 3         | Australien     |
| 4         | Grekland       |
| 5         | Japan          |
| 6         | Slovakien      |
| 7         | Tyskland       |
| 8         | Lettland       |
| 9         | Spanien        |
| 10        | Polen          |
| 11        | Tjeckien       |
| 12        | USA            |